# Ferro-antofillite
La ferro-antofillite (simbolo IMA: Fath) è un raro minerale del supergruppo dell'anfibolo, all'interno del quale viene collocato nel "gruppo degli anfiboli con W(OH,F,Cl)-dominante" e da lì al sottogruppo degli anfiboli di magnesio-ferro-manganese dove occupa un posto nel "gruppo contenente la radice antofillite nel nome"; essendo un anfibolo, appartiene agli inosilicati e pertanto alla famiglia minerale dei "silicati", e possiede composizione chimica ☐Fe2+2Fe2+5Si8O22(OH)2.
La ferro-antofillite è caratterizzata dall'avere il ferro come catione dominante sia in posizione B che in posizione C.

## Etimologia e storia
La ferro-antofillite era chiamata ferroantofillite ed era classificata come appartenente al gruppo degli anfiboli Mg-Fe-Mn-Li; con la revisione della nomenclatura degli anfiboli del 2012, prende il nome attuale per via del suo contenuto di ferro e della sua relazione con l'antofillite, che in posizione B e C ha come catione dominante il magnesio.
È stata scoperta da Frank Barker nel 1919 nella miniera di Tamarack-Custer nei pressi di Gem nel distretto di Coeur d'Alene (nell'Idaho, Stati Uniti) e descritta per la prima volta da Earl V. Shannon nel 1921.

## Classificazione
La classica nona edizione della sistematica dei minerali di Strunz, aggiornata dall'Associazione Mineralogica Internazionale (IMA) fino al 2009, elenca la ferro-antofillite nella classe "9. Silicati (germanati)" e da lì nella sottoclasse "9.D Inosilicati"; questa viene suddivisa più finemente in base alla struttura cristallina del minerale, in modo tale che la ferro-antofillite possa essere trovata nella sezione "9.DE Inosilicati con catene doppie di periodo 2, Si4O11; clinoanfiboli" dove forma il sistema nº 9.DE.05.
Tale classificazione resta sostanzialmente invariata anche nell'edizione successiva, proseguita dal database "mindat.org", dove la ferro-antofillite mantiene la stessa classe (silicati) e sottoclasse (inosilicati), ma viene smistata nella sezione "9.DD Inosilicati con catene doppie di periodo 2, Si4O11; ortoanfiboli" in seguito alla scoperta che il minerale non è monoclino, bensì ortorombico, cosa che lo fa collocare nel sistema nº 9.DD.05.
Nella Sistematica dei lapis (Lapis-Systematik) di Stefan Weiß la ferro-antofillite si trova nella classe dei "silicati" e nella sottoclasse degli "inosilicati"; qui si trova nella sezione riservata ai minerali con struttura "[Si4O11] a due bande 6-; anfiboli ortorombici" dove forma il sistema nº VIII/F.12.
Anche la classificazione dei minerali secondo Dana, usata principalmente nel mondo anglosassone, elenca la ferro-antofillite nella famiglia dei "silicati", qui è nella classe degli "inosilicati: catene doppie non ramificate, W=2" e nella sottoclasse degli "inosilicati: catene doppie non ramificate, configurazione anfibolo W=2" dove forma il sistema nº 66.01.02.

## Abito cristallino
La ferro-antofillite cristallizza nel sistema ortorombico nel gruppo spaziale Pnma (gruppo nº 62) con i parametri di cella a = 18,686(7) Å, b = 18,358(20) Å e c = 5,336(2) Å, oltre ad avere 4 unità di formula per cella unitaria.

## Origine e giacitura
La ferro-antofillite è stata trovata associata alla galena in sottili venature che tagliano le fibre o fra una fibra e l'altra.
Il minerale è stato trovato solo in pochi siti: la miniera di "Tamarack and Custer" (47.53562°N 115.84776°W) nella contea di Shoshone (Idaho, Stati Uniti) è la sua località tipo.
Il minerale è stato rinvenuto anche nel deposito di titanio di "Yangtizishan-Moshishan" nella Lega di Xilin Gol (Mongolia Interna, Cina); a Staré Město e Bory (Repubblica Ceca); nella miniera di "Arșița" presso Iacobeni (Romania).

## Forma in cui si presenta in natura
La ferro-antofillite è stata scoperta sotto forma di masse scheggiose-fibrose con fibre lunghe fino a 6 cm di colore verde grigiastro che diventa verde oliva quando è bagnata. Le fibre di cui è composta si separano facilmente tra loro, sono molto fini e flessibili e dall'aspetto serico. Il colore del suo striscio va dal bianco al bianco-grigiastro.